# AZS KU Politechniki Opolskiej
AZS KU Politechniki Opolskiej – polska kobieca akademicka drużyna siatkarska z Opola działająca przy Politechnice Opolskiej.

## Kadra zespołu w sezonie 2016/2017
- Trener : Andrzej Stelmach
- Dyrektor sportowy: Adam Malik
- Fizjoterapeuci: Rafał Philipp, Mateusz Pilśniak

| Nr | Imię i nazwisko        | Data ur.   | Wzrost | Pozycja      |
| -- | ---------------------- | ---------- | ------ | ------------ |
| 1  | Magda Pytel            | 16.04.1992 | 182    | środkowa     |
| 2  | Dorota Dydak           | 10.06.1991 | 186    | przyjmująca  |
| 3  | Iwona Zuzel            | 13.04.1997 | 176    | rozgrywająca |
| 4  | Daria Michalak         | 17.01.1992 | 167    | libero       |
| 5  | Olga Lezenkina         |            |        | rozgrywająca |
| 7  | Gabriela Mazur         |            |        | przyjmująca  |
| 9  | Marta Duda             | 16.07.1996 | 183    | atakująca    |
| 10 | Patrycja Gądek         | 01.06.1994 | 179    | przyjmująca  |
| 11 | Karolina Michalkiewicz | 03.09.1988 | 177    | atakująca    |
| 13 | Colett Lis             |            |        | przyjmująca  |
| 15 | Anna Myjak             | 27.05.1991 | 184    | środkowa     |
| 17 | Barbara Włodarczyk     | 15.01.1987 | 178    | przyjmująca  |